# Ministère de la Jeunesse et du Sport (Serbie)
Pour les articles homonymes, voir Ministère du Sport.
Le ministère de la Jeunesse et du Sport (en serbe cyrillique : Министарство омладине и спорта ; en serbe latin : Ministarstvo omladine i sporta) est le département ministériel du gouvernement serbe chargé de la politique de la jeunesse et du sport en Serbie.

## Historique
Le ministère s'organise autour de 3 sections.
Section du sport
La section du sport se consacre en priorité au développement du sport en Serbie, sport professionnel, amateur et scolaire inclus. Elle se charge de la construction et de la maintenance des équipements sportifs ainsi que de l'organisation des compétitions et des événements sportifs nationaux. Elle coopère également avec des organes étrangers pour les événements sportifs internationaux. En outre elle prend en charge la scolarité des sportifs professionnels, accorde des aides financières et fournit une assurance maladie aux sportifs amateurs et professionnels. Enfin elle peut récompenser par des prix et des trophées les sportifs ayant le plus contribué au développement du sport en Serbie.
Section de la jeunesse
La section de la jeunesse se consacre principalement au temps libre et aux loisirs des jeunes, à leur participation à la vie associative ainsi qu'à certains aspects éducatifs. Elle s'occupe des organisations de jeunesse, aussi bien sur le plan national qu'à l'international. Enfin elle peut proposer des projets de lois ou faire évoluer des lois liées à la politique de jeunesse.
Section de la gestion des projets
La section de la gestion des projets se consacre aux installations sportives et aux équipements pour le sport.

## Liste des ministres
| Ministre                                     | Parti                                 | Parti                                 | Dates                                 | Gouvernement                          |                                       |
| Ministre de la Jeunesse et des Sports        | Ministre de la Jeunesse et des Sports | Ministre de la Jeunesse et des Sports | Ministre de la Jeunesse et des Sports | Ministre de la Jeunesse et des Sports | Ministre de la Jeunesse et des Sports |
| -------------------------------------------- | ------------------------------------- | ------------------------------------- | ------------------------------------- | ------------------------------------- | ------------------------------------- |
| Goran Trivan                                 |                                       | SPS                                   | 11/02/1991 - 31/07/1991               | Zelenović I                           |                                       |
| Dragan Kicanović                             |                                       | SPS                                   | 31/07/1991 - 24/09/1992               | Zelenović I et Božović I              |                                       |
| Vladimir Cvetković                           |                                       | SPS                                   | 24/09/1992 - 24/03/1998               | Božović I, Šainović I et Marjanović I |                                       |
| Zoran Anđelković                             |                                       | SPS                                   | 24/03/1998 - 24/10/2000               | Marjanović II                         |                                       |
| Svetozar Mijailović                          |                                       | SPS                                   | 24/10/2000 - 25/01/2001               | Minić                                 |                                       |
| Ministère fusionné avec celui de l'Éducation |                                       |                                       |                                       |                                       |                                       |
| Ministre de la Jeunesse et des Sports        |                                       |                                       |                                       |                                       |                                       |
| Snežana Samardžić-Marković                   |                                       | G17 Plus                              | 15/05/2007 - 08/02/2012               | Koštunica II et Cvetković             |                                       |
| Verica Kalanović (intérim)                   |                                       | G17 Plus                              | 08/02/2012 - 27/07/2012               | Cvetković                             |                                       |
| Alisa Marić                                  |                                       | Ind.                                  | 27/07/2012 - 02/09/2013               | Dačić                                 |                                       |
| Vanja Udovičić                               |                                       | SNS                                   | 02/09/2013 - 26/10/2022               | Dačić, Vučić I et II, Brnabić I et II |                                       |
| Ministre des Sports                          |                                       |                                       |                                       |                                       |                                       |
| Zoran Gajić                                  |                                       | Ind.                                  | depuis le 26/10/2022                  | Brnabić III et Vučević                |                                       |